# Euphorbia platyrrhiza
Euphorbia platyrrhiza är en törelväxtart som beskrevs av Leslie Larry Charles Leach. Euphorbia platyrrhiza ingår i släktet törlar, och familjen törelväxter. Inga underarter finns listade i Catalogue of Life.